# 星ヶ丘厚生年金保健看護専門学校
星ヶ丘厚生年金保健看護専門学校（ほしがおかこうせいねんきんほけんかんごせんもんがっこう）は、社団法人全国社会保険協会連合会が、運営していた大阪府枚方市にあった専修学校。1学年の定員は40人。星ヶ丘厚生年金病院（現：JCHO星ヶ丘医療センター）が隣接していた。

## 学科
- 看護学科 3年制

## 沿革
- 1995年4月 - 星ヶ丘厚生年金保健看護専門学校、開設。
- 1996年3月 - 保健学科第1期生卒業。
- 1998年3月 - 看護学科第1期生卒業。
- 2005年3月 - 保健学科を閉科。
- 2011年4月 - 同年入学者以降の募集を停止。
- 2014年3月 - 閉校。